# Reinheitsgrad (Stahl)
Früher „Normreinheitsgrad“, Normbegriff (ISO 12944) heute „Oberflächenvorbereitungsgrad“. Verschiedene Institutionen definierten Standards für die Oberflächenvorbereitung von Stahl, sogenannte Reinheitsgrade. Sie beurteilen die Reinheit der Oberfläche eines Bauteiles hinsichtlich anhaftender Partikel oder der vorhandenen Benetzung mit Fluiden. Die Oberflächenvorbereitung dient einer nachfolgenden Beschichtung (Korrosionsschutzbeschichtung). Ein bestimmter Reinheitsgrad wird zumeist vom Hersteller einer Beschichtung oder vom Eigner eines Projekts gefordert und in den Ausschreibungsunterlagen definiert.
Die Angabe des Gehaltes an nichtmetallischen Einschlüssen im Werkstoff, die seine Gebrauchseigenschaften beeinflussen, wird im Artikel Reinheitsgrad (Werkstoff) behandelt.

## Gängige Normen
Die am häufigsten verwendeten und international weithin anerkannten Normen für die Oberflächenvorbereitung sind: NACE (National Association of Corrosion Engineers), SSPC (Steel Structures and Paint Council), der Schwedische Standard (nach SIS 05 5900) und der Englische Standard (nach BS 4232, United Kingdom Standards).
In Europa hat sich vor allem die Klassifizierung nach dem Schwedischen Standard durchgesetzt.
Die ISO-Norm (DIN EN) ISO 12 944 sowie die mittlerweile zurückgezogene deutsche Norm DIN 55 928 sowie die DIN EN ISO 8501-1 (Grundlage für DIN EN ISO 12 944) entsprechen der Klassifizierung nach dem Schwedischen Standard.

## Klassifizierung nach Schwedischem Standard SIS 05 5900
In Kombination mit den Rostgraden A, B, C und D (nicht korrodierte Walzhaut, teilweise abgerostete Walzhaut, vollständig abgerostete Walzhaut/vollflächiger Rost mit höchstens kleinen Narben, Rost mit starker Narbenbildung) ergeben sich für die Oberflächenvorbereitungsgrade außer Sa 3 unterschiedliche optische Erscheinungen. Auch die Art des Strahlmittel (z. B. Schmelzkammerschlacke (dunkel)/Chromerzschlacke, Granatsand (hell)) führt zu unterschiedlich hellen Oberflächen (besonders SA 2 ½ und Sa 3), so dass die in der Norm abgebildeten Fotos nur eine ungefähre Näherung darstellen, welche im Einzelfall abweichen kann.
SA 1 – „Brush-off Blast Cleaning“
Die Oberfläche ist definiert als frei von Öl, Fett, Schmutz, losem Zunder (Abbrand), losem Rost und loser Farbe oder Beschichtung. Verbleibender Zunder, Rost und Farbe soll festhaftend und die Oberfläche ausreichend aufgeraut sein, um eine gute Haftung der aufzutragenden Beschichtung zu erreichen.
Eine Oberfläche nach Standard SA 1 ist vergleichbar mit SP-7 (SSPC) und NACE 4
SA 2 – „Commercial Blast Cleaning“
Die Oberfläche ist definiert als frei von jeglichem Öl, Fett, Schmutz, Zunder, Rost, Farbe und sonstigen Fremdkörpern. Nur leichte Spuren oder Verfärbungen durch Rost oder Zunder oder leichte, festhaftende Rückstände von Farbe oder Beschichtung dürfen verbleiben. Auf aufgerauter Oberfläche dürfen leichte Rückstände von Rost oder Farbe in den Vertiefungen verbleiben. Mindestens 2/3 eines jeden Quadratzolls sollen frei von sichtbaren Rückständen sein und diese sollen auf nur leichte Verfärbungen, Flecken oder geringe Reste der genannten Substanzen beschränkt bleiben.
Eine Oberfläche nach Standard SA 2 ist vergleichbar mit SP-6 (SSPC), NACE 3 und Third Quality (britischer Standard)
SA 2 ½ – „Near White Blast Cleaning“
Die Oberfläche ist definiert als frei von jeglichem Öl, Fett, Schmutz, Zunder, Rost, Korrosion, Oxiden, Farbe und sonstigen Fremdkörpern. Nur leichte Spuren oder Verfärbungen durch Rost oder Zunder und leichte, festhaftende Rückstände von Farbe oder Beschichtung dürfen verbleiben. Mindestens 95 % eines jeden Quadratzolls sollen frei von sichtbaren Rückständen sein und diese sollen auf nur leichte Verfärbungen, Flecken oder geringe Reste der genannten Substanzen beschränkt bleiben.
Eine Oberfläche nach Standard SA 2 ½ ist vergleichbar mit SP-10 (SSPC), NACE 2, Second Quality (britischer Standard)
SA 3 – “White Metal Blast Cleaning”
Die Oberfläche ist definiert als von einheitlich grau-weiß metallischem Erscheinungsbild, leicht angeraut, um eine gute Haftung der aufzutragenden Beschichtung zu ermöglichen. Bei Betrachtung ohne Vergrößerung soll die Oberfläche frei von jeglichem Öl, Fett, Schmutz, sichtbarem Zunder, Rost, Korrosionsprodukten, Oxiden, Farbe oder sonstigen Fremdkörpern sein.
Eine Oberfläche nach Standard SA 3 ist vergleichbar mit SP-5 (SSPC), NACE 1, First Quality (britischer Standard)
ST 3 – „Power Tool Cleaning“
Entfernung von allen sichtbaren Verunreinigungen wie Öl oder Schmutz sowie losem Rost, Zunder oder Farbe durch maschinell betriebene Drahtbürsten, Kratz- oder Schleifwerkzeuge oder eine Kombination dieser Methoden. Idealerweise erreicht der Untergrund dabei einen metallischen Glanz. Die Oberfläche soll nicht poliert oder geglättet sein.
ST 2 – „Hand Tool Cleaning“
Entfernung von allen sichtbaren Verunreinigungen wie Öl oder Schmutz sowie losem Rost, Zunder oder Farbe durch händisches Bearbeiten mit Drahtbürste, Sandpapier, Schleifwerkzeugen, durch händisches Abklopfen oder Abkratzen oder eine Kombination dieser Methoden.

## Vergleichbarkeit der Normen
Während jede Institution eine andere Terminologie verwendet und die definierten Anforderungen jeweils leicht voneinander abweichen, ist eine Vergleichbarkeit der Standards dennoch möglich.
| Schwedisch SIS 05 5900 | Deutsch DIN 55 928 | International ISO-norm 8501-1 | Amerikanisch SSPC-SP                      | NACE   | Englisch BS 4232 |
| ---------------------- | ------------------ | ----------------------------- | ----------------------------------------- | ------ | ---------------- |
| SA 3                   | SA 3               | SA 3                          | SSPC-SP5 White Metal Blast Cleaning       | NACE 1 | First Quality    |
| SA 2 ½                 | SA 2 ½             | SA 2 ½                        | SSPC-SP10 Near White Metal Blast Cleaning | NACE 2 | Second Quality   |
| SA 2                   | SA 2               | SA 2                          | SSPC-SP6 Commercial Blast Cleaning        | NACE 3 | Third Quality    |
| SA 1                   | SA 1               | SA 1                          | SSPC-SP7 Brush-Off Blast Cleaning         | NACE 4 | --               |
| ST 3                   | ST 3               | ST 3                          | SSPC-SP3 Powertool Cleaning               | --     | --               |
| ST 2                   | ST 2               | ST 2                          | SSPC-SP2 Hand Tool Cleaning               | --     | --               |